# Tanlacut
Tanlacut är en ort i Mexiko.   Den ligger i kommunen Santa Catarina och delstaten San Luis Potosí, i den centrala delen av landet, 250 km norr om huvudstaden Mexico City. Tanlacut ligger 278 meter över havet och antalet invånare är 527.
Terrängen runt Tanlacut är huvudsakligen kuperad. Tanlacut ligger nere i en dal. Runt Tanlacut är det ganska glesbefolkat, med 30 invånare per kvadratkilometer. Närmaste större samhälle är El Puente, 15,4 km väster om Tanlacut. I omgivningarna runt Tanlacut växer huvudsakligen savannskog.